# Pavillion, Wyoming
Pavillion är en småstad (town) i Fremont County i Wyoming i USA. Staden hade 231 invånare vid 2010 års folkräkning. 
Staden ligger omkring 10 kilometer norr om Wind River, i Wind Rivers indianreservat.